# Maraya (série télévisée)
Pour l’article homonyme, voir Maraya.
 (avril 2025).
Maraya est une série comique syrienne en plusieurs parties, lancée en 1982.
Le titre « Maraya » est lié à l'artiste syrien Yasser Al-Azma, qui a interprété les rôles principaux dans toutes les saisons. La série met également en avant des acteurs tels que Salim Kallas, Issam Abaji, Hala Hosni, Hassan Dakak, Bashar Ismail, Tawfiq Al-Asha, Aref Al-Tawil et d'autres,,.
Maraya propose de nombreuses histoires avec une approche satirique et humoristique, traitant divers thèmes politiques, sociaux et familiaux. Cela a permis à la série de se démarquer dans le paysage des comédies arabes, bien qu'elle ait été menacée d'interdiction de diffusion à plusieurs reprises.
Yasser Al-Azma produit lui-même les épisodes de la série Mirrors et alterne souvent entre les réalisateurs Hisham Sharbatji, Saif Sbei'i, Hatem Ali et Mamoun Al-Bunni.